# Nguyễn Phan Long
Nguyễn Phan Long (1888 – 1960) là một nhà báo, nhà hoạt động chính trị Việt Nam nửa đầu thế kỷ 20. Ông từng được Quốc trưởng Bảo Đại chỉ định làm Thủ tướng đầu tiên của chính phủ Quốc gia Việt Nam kiêm Tổng trưởng Nội vụ trong một thời gian ngắn (chưa đầy 4 tháng).

## Thân thế và khởi sự với nghề giáo
Ông sinh năm 1889, trong một gia đình điền chủ lớn lâu đời ở Nam Kỳ, trú quán lâu năm tại Sài Gòn. Thuở nhỏ, ông học tại trường Albert Sarraut Hà Nội, sau đó du học Pháp. Trong những năm cuối cùng của thế kỷ 19, ông cùng với Bùi Quang Chiêu, Dương Văn Giáo và một số trí thức người Việt quốc tịch Pháp tập hợp thành một nhóm sinh hoạt chính trị, với mục đích can thiệp với chính quyền thực dân nhằm ban hành các đạo luật hoặc quy chế cho dân bản xứ tầng lớp trên ở Đông Dương có quyền tham chính và được hưởng các quyền lợi ngang với người Pháp.
Sau khi về nước, ông khởi đầu với nghề dạy học và mở trường trung học Nguyễn Phan Long nổi tiếng dạy hay thời bấy giờ.

## Bước vào nghề báo và hoạt động chính trị
Từ năm 1917, ông bắt đầu tham gia cộng tác với tờ La Tribune Indigène (Diễn đàn bản xứ) của Nguyễn Phú Khai và Bùi Quang Chiêu. Năm 1919, Bùi Quang Chiêu tập hợp các bạn đồng chí để thành lập Đảng Lập hiến Đông Dương (tiếng Pháp: Parti Constitutionaliste Indochinois), với mục tiêu đấu tranh cho quyền tham chính của dân bản xứ ở Nam Kỳ. Đảng Lập Hiến được đăng ký thành lập năm 1923 ở Pháp nhưng hầu hết các thành viên của nó đều ở Nam Kỳ, tuy không có tổ chức chặt chẽ và phát triển rộng rãi, nhưng cũng có thể xem là có tiếng vang ở Nam Kỳ.
Tờ La Tribune Indigène từ đó trở thành phương tiện phát ngôn của đảng Lập Hiến. Do lập trường đấu tranh cho quyền lợi của dân bản xứ tầng lớp trên, chính quyền thực dân Pháp cách tất cả các khoản tài trợ cho La Tribune Indigène. Năm 1920, tờ L’Echo annamite (Tiếng vọng An Nam) được chính quyền thực dân Pháp cho phép xuất bản và Nguyễn Phan Long được cử làm chủ bút. Tuy nhiên, khuynh hướng của L’Echo annamite dưới ảnh hưởng của Nguyễn Phan Long cũng nhanh chóng chuyển hướng tán thành đảng Lập Hiến.
Năm 1924, ông cùng Nguyễn Tấn Dược soạn ra tài liệu "Khảo cứu về giao ước chuyển nhượng quyền vận tải lúa, gạo, cám và bắp trong thương khẩu Sài Gòn - Chợ Lớn" nhằm phản đối việc chuyển nhượng quyền vận tải lúa, gạo, cám và bắp cho ở thương khẩu Sài Gòn - Chợ Lớn cho nhóm tư bản mà Nguyễn Phan Long gọi là "hội Candelier". Đây là một tài liệu quan trọng đầu tiên trong việc bảo vệ quyền lợi thương mãi của người bản xứ.
Tháng 1 năm 1925, đảng Lập Hiến chính thức tuyên cáo hoạt động và nhanh chóng thu hút được sự chú ý của quần chúng mà cao điểm là cuộc tiếp đón Bùi Quang Chiêu tại Sài Gòn năm 1926. Chính vì vậy, tờ La Tribune Indochinoise (Diễn đàn Đông Dương) ra đời để cổ súy cho chủ nghĩa Pháp-Việt đề huề. Nguyễn Phan Long được cử làm chú bút của tờ báo. Năm 1928, một phiên bản tiếng Việt của tờ La Tribune Indochinoise là tờ Đuốc Nhà Nam ra đời. Nguyễn Phan Long kiêm luôn chức chủ bút của Đuốc Nhà Nam. Thời gian này, ông cũng bắt đầu tham gia hoạt động chính trường, ứng cử và được bầu vào chức Nghị viên Hội đồng Quản hạt Nam Kỳ.
Nổi tiếng với khả năng thông thạo tiếng Pháp và sự hiểu biết về văn học Pháp, Nguyễn Phan Long đã có những đóng góp nhất định cho nền báo chí Việt Nam nói chung và Nam Kỳ đầu thế kỷ 20 nói riêng. Những cuộc bút chiến của Nguyễn Phan Long (tờ Đuốc Nhà Nam) và Phan Khôi (tờ Trung Lập) năm về trách nhiệm của người làm chính trị trước thời cuộc và vận mệnh người dân đã không chỉ thu hút sự quan tâm về phương diện thông tin mà còn là tiêu biểu của sự phát triển về học thuật của báo chí Nam Kỳ. Cuộc bút chiến kết thúc với lời xin lỗi và đề nghị chấm dứt tranh cãi đăng trên Đuốc Nhà Nam cũng được xem như là tiêu biểu của tinh thần khách quan học thuật, không tị hiềm cá nhân của Nguyễn Phan Long.
Ông còn là một nhà văn, với các tác phẩm chính bằng tiếng Pháp của ông là: Cannibale par persuasion, Le Roman de Mademoiselle Lys (Chuyện đời cô Huệ). Thêm vào đó, ông viết một số sách nghiên cứu và giới thiệu về ẩm thực truyền thống.
Về phương diện chính trị, Nguyễn Phan Long cũng có một số đóng góp nhất định. Năm 1927, ông cùng với các chí sĩ Phan Văn Trường, Huỳnh Thúc Kháng, Nguyễn An Ninh, Vũ Đình Dy vận động chính phủ Pháp bãi bỏ điều kiện Pháp tịch cho những học sinh muốn sang Pháp du học. Chính nhờ việc này, số lượng học sinh người Việt sang Pháp du học bắt đầu tăng lên, một số không nhỏ trong số đấy về sau trở thành nòng cốt của lực lượng trí thức đấu tranh giành độc lập cho Việt Nam sau này.

## Nguyễn Phan Long và đạo Cao Đài
Do chủ trương Pháp-Việt Đề huề, thỏa hiệp với thực dân Pháp nhằm giành quyền lợi về kinh tế, chính trị cho dân bản xứ tầng lớp trên, thiếu hẳn sự ủng hộ của đông đảo quần chúng và không có thực lực, đảng Lập Hiến nhanh chóng bị chính quyền chi phối. Năm 1930, đảng Lập Hiến ngừng hoạt động một cách lặng lẽ.
Mặc dù vậy, với quá trình hoạt động của mình, Nguyễn Phan Long vẫn là một nhà hoạt động chính trị xã hội có uy tín thời bấy giờ. Năm 1936, ông tham gia phong trào Đông Dương đại hội vận động dân chủ. Tuy nhiên, phong trào bị Pháp khủng bố trắng, ông bị cô lập một thời gian.
Ông bắt đầu chuyển hướng cổ súy nhiệt thành cho tinh thần của đạo Cao Đài trong nhiều bài báo của mình. Thậm chí, trong năm 1936, ông còn giữ chức vụ Tổng trưởng Liên Hòa Tổng hội, một tổ chức nỗ lực thống nhất tổ chức giáo hội toàn đạo Cao Đài nhưng bất thành. Tuy nhiên, ông không phải là tín đồ Cao Đài. Dù vậy, tên ông đã được nhắc đến trong quyển "Nhân vật Cao Đài giáo - quyển thứ nhất" của Đồng Tân, xuất bản năm 2006 ở Ôxtrâylia, trong đó viết về 33 nhân vật của Cao Đài giáo, cùng với một số người như Ngô Minh Chiêu, Lê Văn Trung, Phạm Công Tắc… Thậm chí, Huỳnh Tâm, tác giả quyển "Cao Đài dưới chế độ Cộng sản Việt Nam" còn khẳng định "Việt Minh đã nắm được những chuyên viên tôn giáo … như Nguyễn Phan Long, Cao Triều Phát và một số chi phái làm cộng sự viên cho Việt Minh…".

## Những hoạt động cuối đời
May mắn hơn số phận bi thảm của người bạn Bùi Quang Chiêu, Nguyễn Phan Long không bị Việt Minh thủ tiêu khi Việt Minh nắm quyền tại miền Nam. Tuy nhiên, sự thất bại của đảng Lập Hiến cũng làm cho ông dần hiểu rõ hơn về bộ mặt thật của chính quyền thuộc địa. Sau khi Pháp tái chiếm Nam Bộ năm 1945, ông tiếp nhận và cải tổ lại tờ L’Echo annamite thành tờ L’Echo du Vietnam (Tiếng vọng Việt Nam), chủ trương chống ly khai. Chính vì xu hướng mới này, ông từng bị các nhân vật phân ly trong chính phủ Nam Kì tự trị kỳ thị, trấn áp một thời gian.
Tuy nhiên, cuối cùng thì "Giải pháp Bảo Đại" cũng ra đời, về danh nghĩa thống nhất một nước Việt Nam với Quốc trưởng Bảo Đại. Ngày 1 tháng 7 năm 1949, Chính phủ Bảo Đại được thành lập, trong đó Quốc trưởng Bảo Đại kiêm nhiệm Thủ tướng của Quốc gia Việt Nam, Trung tướng Nguyễn Văn Xuân làm Phó thủ tướng kiêm Tổng trưởng Quốc phòng. Nguyễn Phan Long được bổ nhiệm làm Tổng trưởng Ngoại giao. Ngày 21 tháng 1 năm 1950, Quốc trưởng Bảo Đại chỉ định Nguyễn Phan Long làm Thủ tướng kiêm Tổng trưởng Nội vụ của Quốc gia Việt Nam. Tuy nhiên, chỉ 3 tháng sau, ngày 27 tháng 4 năm 1950, ông phải từ chức dưới áp lực của Phủ Cao ủy Pháp vì cho rằng ông có quá nhiều tư tưởng Quốc gia độc lập và tỏ ra thân Mỹ..
Sau khi từ chức, ông tiếp tục trở lại sống bằng nghề dạy học và viết báo. Từ đó, ông sống thầm lặng trong cảnh nghèo "xơ xác", rồi qua đời tại nhà riêng ở Sài Gòn ngày 16 tháng 7 năm 1960, thọ 71 tuổi .

## Vị trí trong làng báo Nam Kỳ

### Những tờ báo mà Nguyễn Phan Long từng làm việc
- Tribune Indigène (Diễn đàn bản xứ) là tờ báo tiếng Pháp đầu tiên của người Việt, ra đời tháng 8 năm 1917 ở Nam Kỳ, nguyên do Nguyễn Phú Khai thành lập và được chính quyền thực dân Nam Kỳ tài trợ.
- L’Echo annamite (Tiếng vọng An Nam), ra đời năm 1920[9] cũng là một tờ báo tiếng Pháp, được chính quyền thực dân Pháp tài trợ với mục đích cạnh tranh với Tribune Indigène. Nguyễn Phan Long được quyền toàn quyền Georges Maspéro chọn làm chủ bút.
- La Tribune Indochinoise (Diễn đàn Đông Dương), một phiên bản thay thế cho Tribune Indigène, do Bùi Quang Chiêu thành lập năm 1926.
- Đuốc Nhà Nam là một tờ báo tiếng Việt, thành lập năm 1928 bởi Dương Văn Giáo (1900-1945). Tờ báo được xem là một phiên bản tiếng Việt của La Tribune Indochinoise.
- L’Echo du Vietnam (Tiếng vọng Việt Nam), là phiên bản tái lập của L’Echo annamite vào năm 1945.

### Đánh giá
Trong số những tờ báo nêu trên, Nguyễn Phan Long từng là chủ bút của 3 tờ a Tribune Indochinoise, L’Echo annamite và Đuốc Nhà Nam. Nhưng hai tờ báo mà ông có ảnh hưởng lớn hơn là L’Echo annamite và Đuốc Nhà Nam, trong đó, ông phụ trách mục Chính trị (Directeur politique) và kinh tế, thương mại. Cả hai đã đấu tranh, trong điều kiện kiểm duyệt gắt gao của chính quyền thuộc địa và sở báo chí Nam Kỳ, nhằm bảo vệ quyền lợi của dân bản xứ.
Nguyễn Phan Long thông thạo tiếng Pháp, viết, sáng tác bằng tiếng Pháp rất giỏi. Nhà báo Phan Khôi đánh giá ông là "người làm báo Tây có tiếng nhứt xứ nầy hơn mười năm nay" (từ năm 1920 đến 1930). Tuy nhiên, những bài báo bằng tiếng Việt của ông đăng trên tờ Đuốc Nhà Nam thì cũng nhận được nhiều khen ngợi như: "xưa nay ông Long chưa hề viết bài bằng tiếng mẹ đẻ, bây giờ ông bắt đầu viết trong tờ báo của ông. Phần nhiều nhà tây học viết quốc ngữ ít sành! Vậy mà ông viết được; mấy bài lúc mới ra, bài nào cũng nghe xuôi, đáng cho vào hạng khá". Đây là trường hợp rất hiếm thời bấy giờ, vì đa phần các nhà báo Tây học lúc đó, viết bằng tiếng Pháp thì rất giỏi nhưng viết bằng tiếng Việt lại không tốt bằng.
Trong suốt cuộc đời làm báo của Nguyễn Phan Long, có thể thấy rõ ông truyền bá tư tưởng đấu tranh ôn hòa, thỏa hiệp với thực dân để giành quyền lợi về kinh tế cho người Việt, chủ trương dành độc lập dân tộc thông qua việc duy tân, du nhập văn hóa phương Tây. Ông cùng với các thành viên Lập Hiến đã xây dựng hình thức đấu tranh qua báo chí, nghị trường, thỉnh nguyện thư với chính quyền thực dân Pháp ở Đông Dương về những vấn đề đảm bảo quyền lợi của dân An Nam trong các lĩnh vực như: giáo dục, tòng quân, báo chí, tín ngưỡng, thuế khoá, xã hội, nông nghiệp...
Nhà báo Phan Khôi đã viết: "Ban đầu lấy làm lạ, sau rồi thấy ra có lẽ lắm, có lẽ là Đuốc nhà Nam không dính dấp gì với đảng Lập hiến thiệt chẳng chơi. Bởi vì Đuốc nhà Nam bấy giờ nhiều bài kịch liệt, có bài muốn phản đối hẳn với cái chủ nghĩa lập hiến. Thứ nhứt là có đôi bài công kích mấy ông điền chủ dữ lắm, chúng tôi thấy vậy phải hỏi nhau rằng sao mấy ông điền chủ lại bằng lòng bỏ tiền ra để mua lấy sự công kích mình". Bản thân "Đuốc Nhà Nam" cũng viết rõ: "Chú trọng về giới nông dân, lao động cốt rọi các tia sáng cho anh em bước tới để ngày sau tất cả thôn quê đều làm đèn điện như ở bên Nga", thậm chí còn dám lên án chế độ thực dân Pháp: "nói cho đích đáng thì chủ nghĩa thực dân là nguyên do của những cuộc chiến tranh, là cái tánh háo thắng, háo tiêu diệt các nước".
Tuy nhiên, là một trí thức Tây học có trình độ cao và được xã hội trọng vọng, cũng như các thành viên Lập Hiến khác, Nguyễn Phan Long thường tỏ rõ thái độ nghi ngờ nhận thức chính trị của tầng lớp bình dân. Ông viết: "Tôi dám chắc rằng trong đám dân biểu tình, ngoài mấy anh đầu đảng ra không nói, còn mấy người sau đều là đám dân ngu khờ khạo bị chúng cám dỗ hết thảy. Thiệt vậy, theo người ở Hốc Môn nói với tôi, có nhiều người ở trong làng xưa nay là dân nghèo khù khờ ngu dại thế mà bị Cộng sản đến diễn thuyết, nói những lời dưới đất trên trời, làm cho những người ấy hóa ra những người biểu tình rất hăng hái!". Ông cho rằng, việc chính trị chỉ dành riêng cho những người thuộc tầng lớp trí thức tài giỏi và giàu có như ông, không phải là việc của đám "dân ngu khờ khạo".
Thái độ không tin tưởng vào sức mạnh đông đảo quần chúng đã làm đảng Lập Hiến nhanh chóng thất bại. Các thành viên nó dù có uy tín bởi trình độ văn hoá và địa vị xã hội nhưng do thiếu hậu thuẫn của quần chúng nên trở thành những chính khách mờ nhạt. Nguyễn Phan Long cũng không ngoại lệ. Họ đấu tranh với chính quyền thực dân để mở rộng quyền tự trị của người Việt, mở rộng tự do - dân chủ, thúc đẩy sự phát triển kinh tế - văn hoá - xã hội Việt Nam theo hướng phương Tây hoá. Con đường của Nguyễn Phan Long và đảng Lập Hiến là con đường ôn hoà, bất bạo động theo chủ trương giành lại quyền tự quyết dân tộc từ từ bằng sự thoả hiệp, đối thoại với chính quyền bảo hộ Pháp. Sự phát triển kinh tế, văn hoá, cùng ý thức dân tộc ngày càng cao của người Việt là cơ sở để gây áp lực khiến người Pháp phải chấp nhận nhượng bộ. Đó là con đường nhiều chính trị gia tại các nước thuộc địa khác đã đi theo.
Có thể nói, tên tuổi Nguyễn Phan Long rất được trọng vọng trong làng báo đầu thế kỷ 20, qua đề cập của một số nhà báo thời đó như Phan Khôi, Vũ Bằng. Vũ Bằng viết: "Về sau này, tôi lại nghe thấy có người làm một câu thơ mà đuổi được giặc, làm báo như hạng Nguyễn Phan Long, Nguyễn Văn Vĩnh, Phạm Quỳnh, viết một bài, Tây sợ "chết cha chết mẹ", phải mua chuộc hàng ngàn, hàng vạn mà chưa chắc đã êm... Mê quá.". Thế nhưng, cũng khá giống với Lê Văn Trương, cây bút nổi tiếng trong làng văn, làng báo Việt Nam thời kỳ bấy giờ, Nguyễn Phan Long tuy từng có nhiều tác phẩm ấn tượng, được người cùng thời ngợi khen, nhưng vì lý do chính trị nên trong một thời gian dài không được nhắc đến cũng giống các tên tuổi lớn khác như Phan Khôi, Phạm Quỳnh, Trần Trọng Kim...